# Coelichneumon flavoguttatus
Coelichneumon flavoguttatus är en stekelart som först beskrevs av Tohru Uchida 1925.  Coelichneumon flavoguttatus ingår i släktet Coelichneumon och familjen brokparasitsteklar. Inga underarter finns listade i Catalogue of Life.